# Ansa (topologia)
Em topologia, uma ansa de dimensão 2 é uma bola cuja fronteira se cola a parte da fronteira de uma variedade.
Por vezes, também se chama ansa apenas à fronteira da bola anterior.